# Юхимівці
Юхи́мівці — село в Україні, у Наркевицькій селищній громаді Хмельницького району Хмельницької області. Населення становить 877 особи.

## Географія
Село Юхимівці розташоване за 33 км від обласного центру та 2,5 км від центру селищної громади. Селом тече річка Безіменна та пролягає автошлях територіального значення Т 2311. Біля села розташований Юхимовецький заказник.

## Історія
Вперше село згадується ще у 1565 році, отже засноване десь на початку XVI століття.
7 (20) листопада 1917 року, відповідно до Третього Універсалу Української Центральної Ради, увійшло до складу Української Народної Республіки.
з 1923 року село перебувало у складі Волочиського району.
13 серпня 2015 року, в ході децентралізації, Наркевицька селищна рада об'єднана з Наркевицькою селищною громадою.
19 липня 2020 року, в результаті адміністративно-територіальної реформи та ліквідації Волочиського району, село увійшло до складу Хмельницького району.

## Населення

### Мова
Розподіл населення за рідною мовою за даними перепису 2001 року:
| Мова       | Кількість | Відсоток |
| ---------- | --------- | -------- |
| українська | 1014      | 97.13%   |
| російська  | 22        | 2.10%    |
| вірменська | 7         | 0.67%    |
| білоруська | 1         | 0.10%    |
| Усього     | 1044      | 100%     |

## Особистості
Уродженці села:
- Бойчук Юхим Васильович (1918—1991) — маршал артилерії, Герой Соціалістичної Праці.
- Польовий Максим Миколайович (1984—2021) — майор Збройних сил України, учасник російсько-української війни.

## Галерея

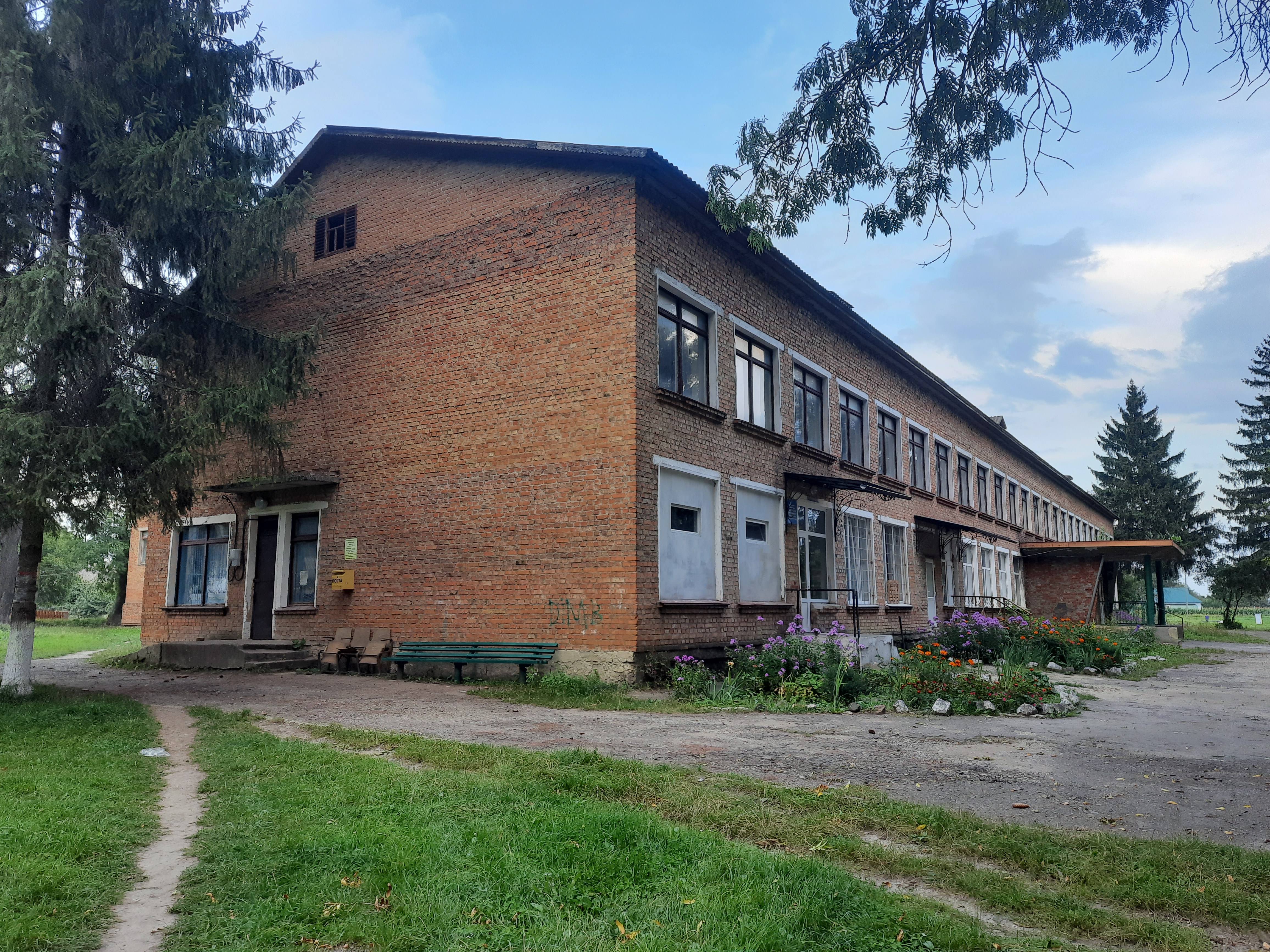
Школа
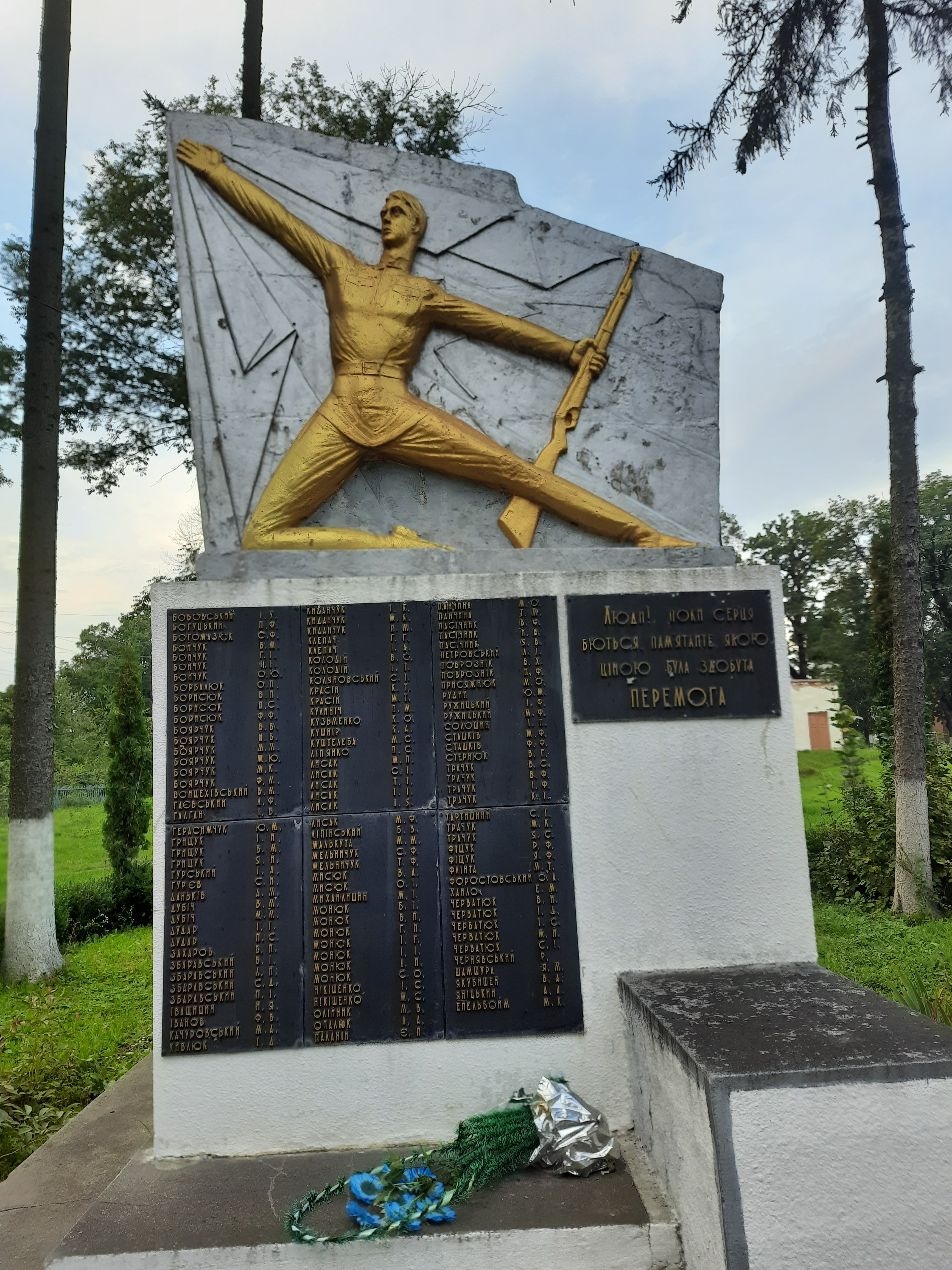
Пам'ятний знак на честь воїнів-односельців
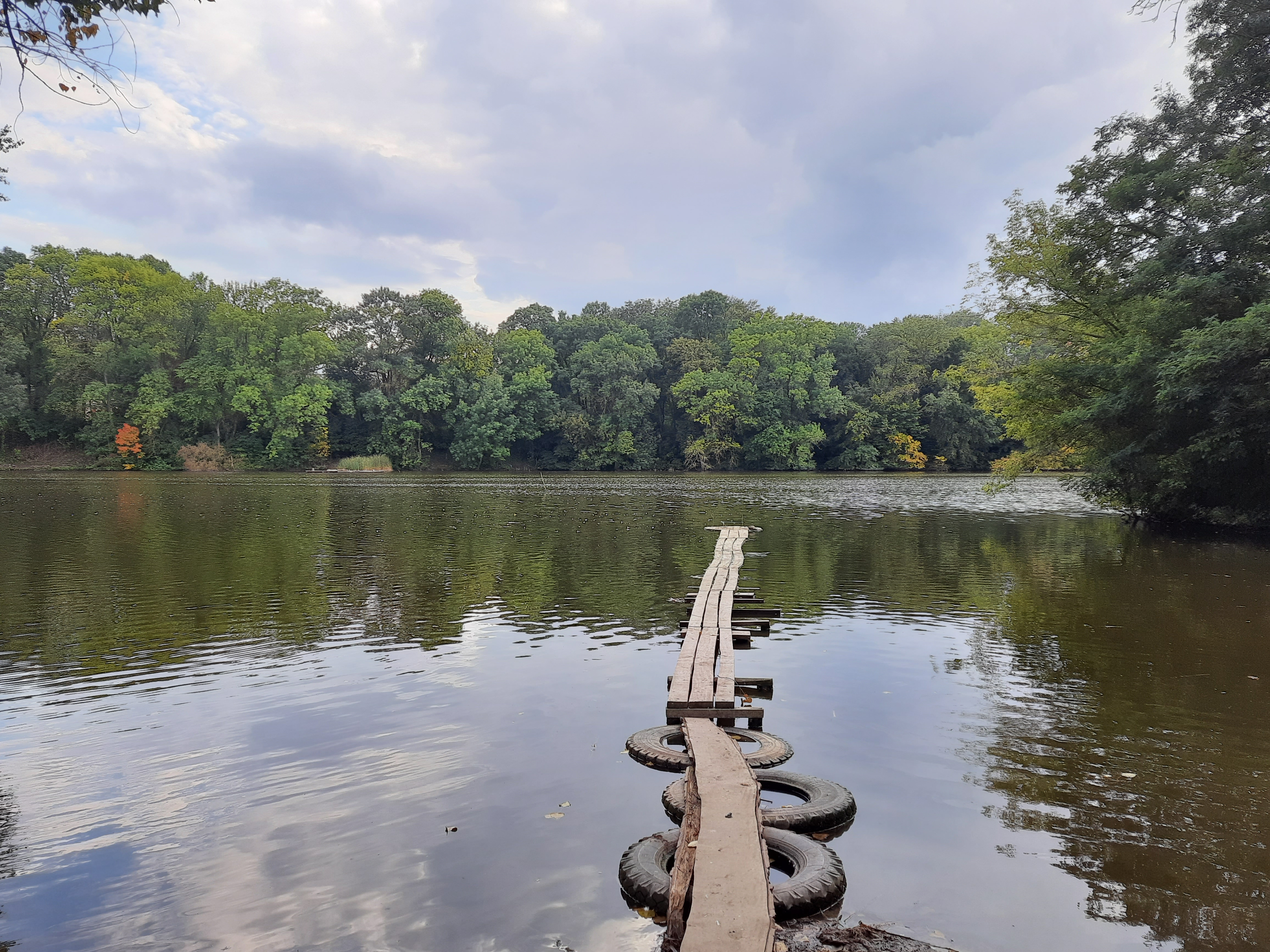
Став біля села